# Volovăț (gmina)
Volovăț – gmina w Rumunii, w okręgu Suczawa. Obejmuje tylko jedną miejscowość Volovăț. W 2011 roku liczyła 4925 mieszkańców.